# Travneve, Milove
Travneve (în ucraineană Травневе) este un sat în așezarea urbană Milove din regiunea Luhansk, Ucraina.

## Demografie
Componența lingvistică a localității Travneve
     Rusă (92,46%)
     Ucraineană (7,54%)
Conform recensământului din 2001, majoritatea populației localității Travneve era vorbitoare de rusă (92,46%), existând în minoritate și vorbitori de ucraineană (7,54%).